# EC 1.8.2
La EC 1.8.2 è una sotto-sottoclasse della classificazione EC relativa agli enzimi. Si tratta di una sottoclasse delle ossidoreduttasi che include enzimi che utilizzano un solfuro come donatore di elettroni ed un citocromo come accettore.

## Enzimi appartenenti alla sotto-sottoclasse
| numero EC  | nome accettato          |
| ---------- | ----------------------- |
| EC 1.8.2.1 | solfito deidrogenasi    |
| EC 1.8.2.2 | tiosolfato deidrogenasi |